# Міністр з питань державної служби
В уряді Великої Британії, міністр у справах державної служби несе відповідальність за правила, що стосуються цивільної служби Його Величності.
Посаду незмінно з моменту її виникнення обіймає прем'єр-міністр Великої Британії.
Обов'язки міністра полягають у наданні допомоги урядам країн співдружності в розробці та здійсненні їх державної політики.
Міністерство створене Гарольдом Вілсоном 1 листопада 1968 року, коли обов'язки з оплати праці та управління цивільною службою передали зі Скарбниці Її Величності до нового департаменту, який отримав назву «міністерство з питань державної служби»
На знак визнання чільної ролі прем'єр-міністра над усім апаратом державної служби, конституційною угодою є те, що міністерство завжди буде перебувати під керівництвом прем'єр-міністра. Таким чином, список міністрів цивільної служби ідентичний списку прем'єр-міністрів Великої Британії, починаючи з 1968 року.